# Nannastacus pruinosus
Nannastacus pruinosus är en kräftdjursart som beskrevs av Gamo 1962. Nannastacus pruinosus ingår i släktet Nannastacus och familjen Nannastacidae. Inga underarter finns listade i Catalogue of Life.